# Czesław Mościcki
Czesław Mościcki (ur. 1922, zm. 1990) – nauczyciel geografii i astronomii; pierwszy dyrektor Liceum Ogólnokształcącego nr XII im. Bolesława Chrobrego we Wrocławiu w latach 1956–1982. 
Podczas II wojny światowej działał w konspiracji w Wilnie. Został aresztowany w 1944 roku i wywieziony do Kazachstanu. W 1946 roku powrócił do Polski i osiadł we Wrocławiu. Był założycielem i twórcą XII LO. Jako popularyzator turystyki, założył Związek Przyjaciół Sękatego Kija. Prowadził wykłady w ODN (Ośrodek Doskonalenia Nauczycieli).
Odznaczony Krzyżem Kawalerskim Orderu Odrodzenia Polski. 